# HHE 151–154
Die normalspurigen Tenderlokomotiven HHE 151–154 waren Dampflokomotiven für den gemischten Betrieb und wurden von Krauss 1924 für die Halle-Hettstedter Eisenbahn-Gesellschaft gebaut.
Die Lokomotiven stellen eine Bauform der ELNA 5 von Krauss dar. Eingesetzt waren die Lokomotiven vor allem auf der Halle-Hettstedter Eisenbahn. Die Lokomotiven wurden ab 1949 von der Deutschen Reichsbahn übernommen und als 91 6476–6479 bezeichnet worden. Sie waren bis 1967 in Betrieb und wurden dann verschrottet.

## Geschichte

### Halle-Hettstedter Eisenbahn 151–154
Um ältere Lokomotiven der Bauart Mallet abzulösen, beschaffte die Halle-Hettstedter Eisenbahn  vier neue Lokomotiven, die der Bauform ELNA 5 entsprachen, von der Standardform jedoch in einigen Details abwichen. Schon zwei Jahre vorher waren mit den HHE 101–104 vier Lokomotiven vom selben Hersteller geliefert worden, die sich gut bewährten.
1925 war eine nummernmäßig nicht bekannte Maschine bei einem schweren Wolkenbruch und anschließendem Dammrutsch entgleist und dabei umgekippt. Beheimatet waren die Lokomotiven in Halle-Klaustor, größere Arbeiten wurden im ehemaligen Ausbesserungswerk Nietleben durchgeführt.

### Deutsche Reichsbahn 91 6476–6479
Alle vier Lokomotiven wurden von der Deutschen Reichsbahn übernommen und als 91 6476–6479 bezeichnet. 1950 waren sie in Halle-Klaustor beheimatet. Zwei Lokomotiven waren in Klaustor, zwei im Lokbahnhof Gerbstedt stationiert.
Die Lokomotiven verblieben weiterhin bei der Reichsbahndirektion Halle.
91 6477 wurde über Bitterfeld zum Bahnbetriebswerk Leipzig-Wahren umbeheimatet und stand dort bis 1966 im Einsatz. Danach wurde sie an das Stahlwerk in Riesa verkauft, wo sie als Nummer 16 bis 1970 eingesetzt war und anschließend verschrottet wurde.
91 6478 und 6479 wurden 1967 ausgemustert. Als letzte Lok der Serie schied die 91 6476 1970 aus und wurde ein Jahr später verschrottet.

## Konstruktion
Die Lokomotiven unterschieden sich von der Standardausführung der ELNA 5. Sie hatten zusätzliche seitliche Wasserkästen und die geänderten Kesselaufbauten. Zudem waren sie länger. Die Achsstände zwischen den gekuppelten Radsätzen und dem Laufradsatz waren größer, die Zylinder etwas kleiner als bei der Standardausführung. Der Kreuzkopf wurde einschienig auf der Gleitbahn geführt.
Der Kessel hatte eine geringfügig größere Länge und einen größeren Überhitzer. Die Kesselaufbauten waren Dampf- und Sanddom. Dazu war am Führerstand ein Sicherheitsventil der Bauart Ramsbotton vorhanden. Der Sanddom war rund ausgeführt und sandete von vorn die erste sowie von hinten die zweite Kuppelachse. Die Rauchkammer trug einen mittellangen, schwach konischen Schornstein. Die Krauß-Lokomotiven hatten einen schmalen Lüftungsaufsatz und Blenden an den vorderen Führerstand-Stirnfenstern.
Bei der Deutschen Reichsbahn haben die Loks die elektrische Beleuchtung erhalten, die die Petroleumlampen ersetzte. Zur Signalgebung dienten eine Dampfpfeife auf dem Hinterkessel und ein Läutewerk auf der Rauchkammer.